# Сан-Тровазо
Церковь Сан-Трова́зо (итал. San Trovaso) — католическая церковь в Венеции, располагается в районе Дорсодуро у одноимённой площади (кампо). Церковь построена в стиле Возрождения и датируется XVI веком. Рядом с ней находится знаменитая верфь Сан-Тровазо.
Церковь посвящена раннехристианским мученикам Гервасию и Протасию, а венецианский диалект сократил имена этих святых до «Сан-Тровазо».

## История
Как отмечает венецианский историк Джузеппе Тассини, церковь Сан-Тровазо была заложена ещё во времена основания Венеции (V век), и сразу же стала приходом. К тому же, местность вокруг церкви была заселена довольно рано. В 1028 году здание было перестроено семьями Барбариго и Каравелла, однако в 1105 году оно сгорело.
Отстроенная в XIII веке, церковь настолько обветшала в XV столетии, что 11 сентября 1583 года у неё обрушился неф. Год спустя она была окончательно снесена, и в течение следующих семи лет она возводилась заново, вероятно, архитектором Франческо Смеральди, учеником Андреа Палладио. Иногда дизайн церкви приписывают самому Палладио, однако это предположение неверно, так как Палладио был тогда уже мёртв. В таком виде сооружение дошло до наших дней. В 1637 году церковь была освящена. В XIX веке она прошла основательную реконструкцию алтарей, осуществлённую на пожертвования прихода, увеличенные за счёт упразднения других церквей в округе. В 1987 году были проведены работы, в основном посвящённые реконструкции крыши.

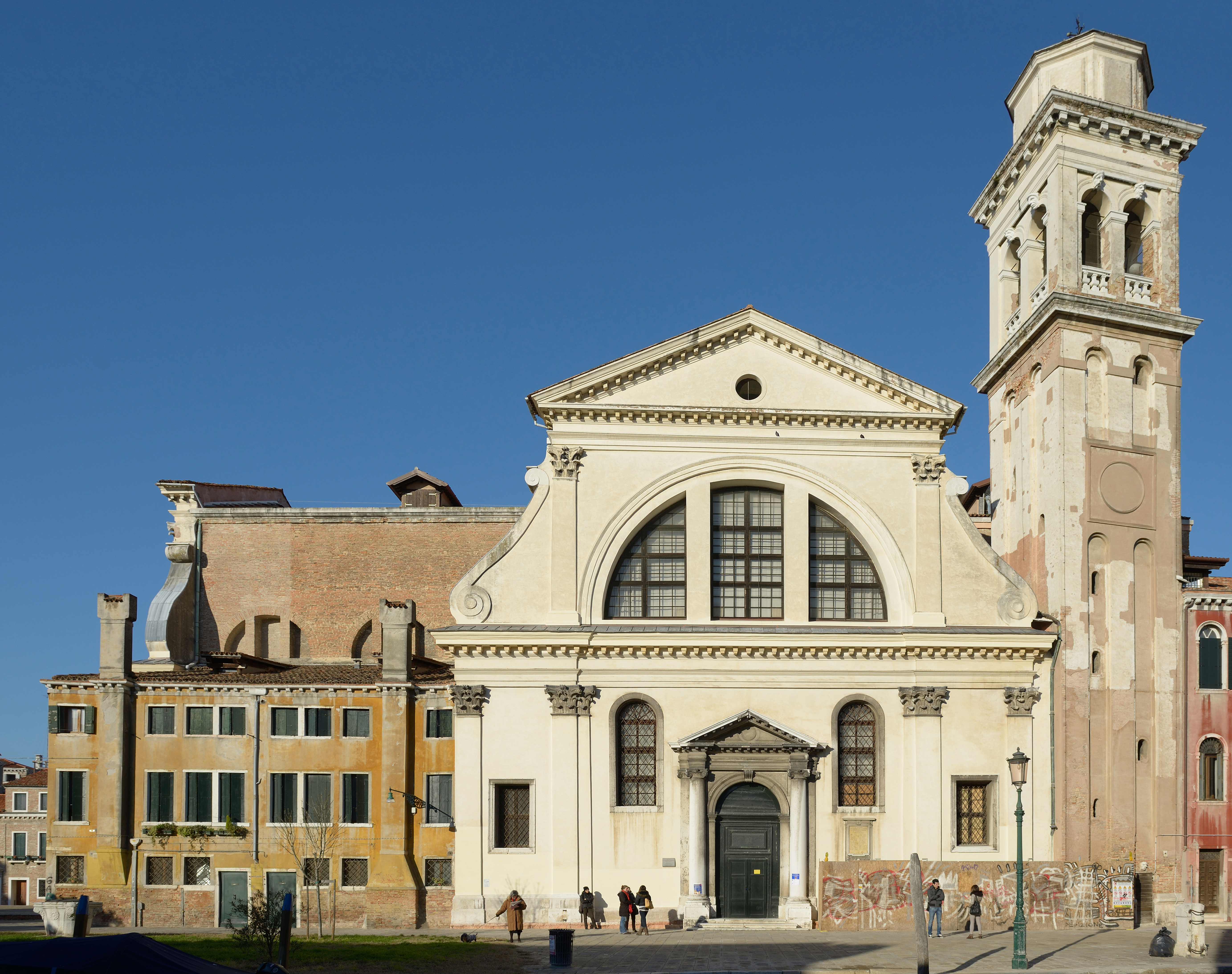
Восточный фасад церкви вместе с колокольней

Со дня своего основания, церковь подчинялась патриарху Градо и епископу Кастелло. Однако в 1041 году, из-за многочисленных разногласий, она перешла под управление викария Сан-Тровазо. Это пример того, какие плохие отношения складывались в средние века между патриархами Градо и Аквилеи.

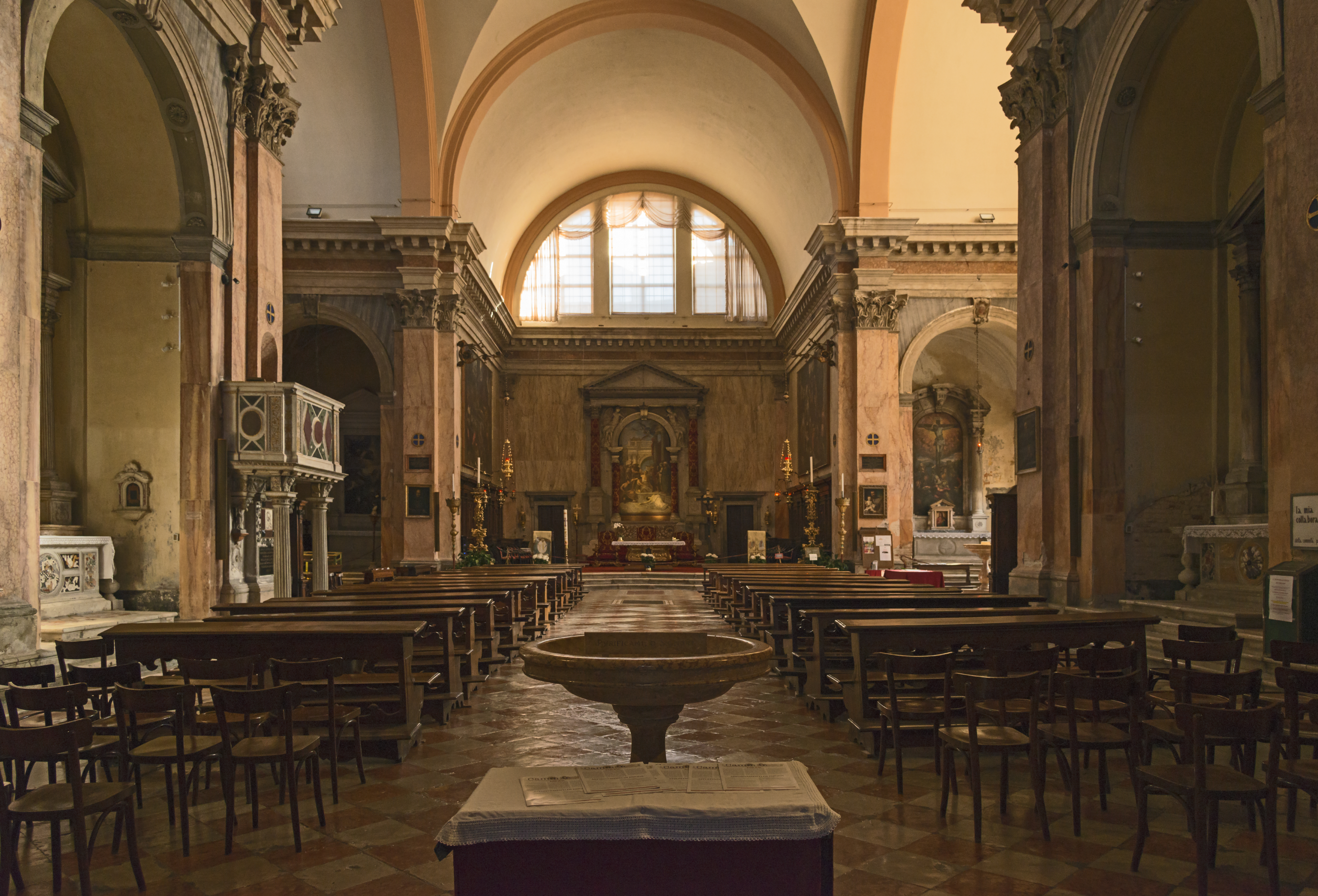
Интерьер церкви

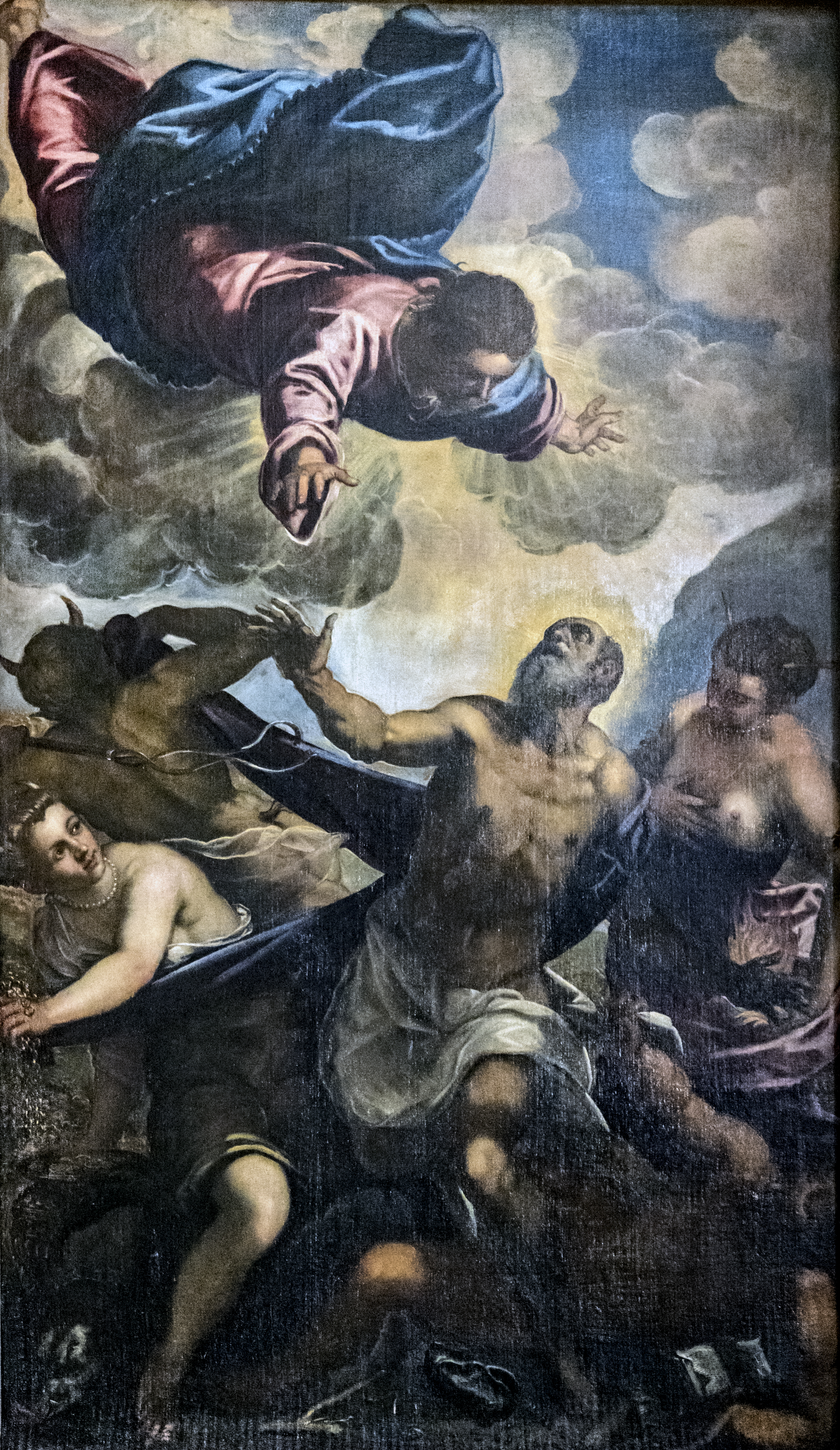
«Искушение святого Антония» кисти Якопо Тинторетто

## Описание

### Внешний вид
Церковь построена в стиле Возрождения. Первый этаж фасада украшают пилястры, большой портал с двумя арочными окнами по бокам. Второй этаж украшен люнетом и треугольным фронтоном.
Здание интересно своими двумя почти одинаковыми фасадами: один из них выходит на кампо Сан-Тровазо, другой — на одноимённый канал. По преданию, церковь находилась на границе территорий, контролируемых враждующими кланами Кастеллани и Николотти, поэтому она была единственным местом, где могли обвенчаться молодые из разных объединений. При этом гости каждого клана входили и выходили из церкви через свои двери. Дополнительные двери также помогали враждовавшим сторонам не пересекаться во время празднования дня покровителей церкви. Даже иностранцы автоматически приобретали принадлежность к одному из кланов, зайдя в двери с определённой стороны.
Над зданием возвышается кампанила (колокольня) высотой 53 м. Дата её постройки неизвестна, однако она присутствует на карте Мериана 1635 года, где, правда, она изображена без восьмиугольного цилиндра на вершине.

### Интерьер
Церковь построена в форме латинского креста и состоит из одного нефа с боковыми капеллами (часовнями). Особенность внутреннего устройства в том, что расположение здания предыдущей обрушившейся церкви совпадает с трансептом современного здания.
Интерьер украшает прекрасная работа Якобелло дель Фьоре, а также великолепный барельеф Пьетро Ломбардо с изображением реликвий страстей. В алтаре находятся два полотна: «Поклонение волхвов» и «Изгнание Иоакима из храма» (до 1587 года) кисти Доменико Тинторетто, перенесённые сюда из церкви Санта-Мария Маджоре.
В задней левой капелле, заказанной Антонио Милледонне, хранится работа Якопо Тинторетто (отца Доменико) «Искушения святого Антония». Правую часовню украшает произведение Микеле Джамбоно «Святой Хрисогон на коне» (около 1444 года). В часовне Святого Причастия, что напротив восточного входа в церковь, находится копия «Омовения ног» старшего Тинторетто, оригинал которого сейчас находится в Лондонской Национальной галерее, и «Тайная вечеря». Во второй часовне справа можно увидеть работу Джакомо Пальма Младшего «Мадонна с Младенцем во славе». По некоторым источникам, в начале XX века в церкви также находилась поздняя работа Джованни Беллини «Мадонна с младенцем».